# Partito Repubblicano (Namibia)
Il Partito Repubblicano (in lingua tedesca: Republikanische Partei; in lingua afrikaans: Republikeinse Party) è un partito politico namibiano.

## Risultati elettorali
| Elezione          | Voti   | %    | Seggi  |
| ----------------- | ------ | ---- | ------ |
| Parlamentari 2004 | 16.187 | 1,98 | 1 / 72 |
| Parlamentari 2009 | 6.541  | 0,82 | 1 / 72 |
| Parlamentari 2014 | 6.099  | 0,68 | 1 / 96 |
| Parlamentari 2019 | 14.546 | 1,77 | 2 / 96 |

| Elezione           | Candidato   | Voti   | %    | Esito         |
| ------------------ | ----------- | ------ | ---- | ------------- |
| Presidenziali 2004 | Henry Mudge | 15.955 | 1,95 | ❌ Non eletto |
| Presidenziali 2009 | Henry Mudge | 9.425  | 1,18 | ❌ Non eletto |
| Presidenziali 2014 | Henry Mudge | 8.676  | 0,97 | ❌ Non eletto |
| Presidenziali 2019 | Henry Mudge | 4.379  | 0,53 | ❌ Non eletto |